# Eupithecia fulvata
Eupithecia fulvata là một loài bướm đêm trong họ Geometridae.